# Karel Škréta
Karel Škréta Šotnovský ze Závořic (1610-1674) a fost un pictor portretist ceh care a lucrat în stilul baroc.

## Biografie
S-a născut într-o familie nobiliară de religie protestantă care administra mori în Boemia de Sud, dar s-a mutat la Kutná Hora, apoi la Praga, unde membrii familie sale au ocupat mai multe poziții oficiale. Tatăl său a murit când el avea doar trei ani, iar copilul a fost lăsat în grija școlilor locale, unde a primit o temeinică educație clasică. Nu se știe unde a învățat pictura, deși el a studiat probabil la Curtea Regală a Boemiei, unde ar fi lucrat împreună cu Aegidius Sadeler.
În acest timp a început Războiul de Treizeci de Ani, iar Praga a fost ocupată de către armatele catolice. Protestanții au fost tolerați la început, dar în anul 1627 a fost inițiat un efort considerabil de convertire; în anul următor, el a fugit împreună cu mama sa în Saxonia. În cele din urmă, el a plecat spre Italia, a petrecut câțiva ani la Veneția, unde a studiat operele lui Veronese, Tintoretto și Tițian, apoi a mers la Roma în 1634. În timp ce se afla acolo, el s-a alăturat grupului Bentvueghels (o asociație a pictorilor olandezi) sub pseudonimul "Slagzwaart" (Paloș).
Prin acea perioadă, el s-a specializat deja ca pictor de portrete. După aproximativ un an s-a întors în Saxonia și în cele din urmă a revenit la Praga în 1638, unde s-a convertit la Catolicism și a declanșat un proces pentru a-și recăpăta proprietatea; cu ajutorul posibil al unui misionar iezuit influent, el a început să accepte angajamente artistice din partea acestui ordin. A deschis un studio în 1645 și s-a alăturat  breslei artiștilor, îndeplinind funcția de președinte al ei din 1651 și până în 1661.
În afară de portrete, el a pictat altarele și alte piese decorative ale mai multor biserici, printre care Biserica Týn, Biserica Sfântul Procopie din Žižkov și Biserica Sf. Venceslau din Zderaz. Numeroase străzi au fost numite după el; în Vinohrady, Brno, Ostrava, Olomouc, Ústí nad Labem, Jihlava, Česká Lípa, Litoměřice, Vysoke Myto, Hořice, Lysá nad Labem, Řevnice, Žatec și Plzeň.
El este, de asemenea, subiectul principal a două piese de teatru (ambele numite Karel Škréta). Prima dintre ele este o comedie, scrisă în anul 1841 de către Václav Alois Svoboda. Cea de-a doua este o operă comică, inspirată din piesa de teatru a lui Svoboda, scrisă în anul 1883 de către Karel Bendl după un libret de Eliška Krásnohorská. Deși arta lui joacă un oarecare rol în poveste (mai ales în punctul culminant), piesele de teatru prezintă intrigi politice și romantice care duc la crimă.

## Picturi selectate

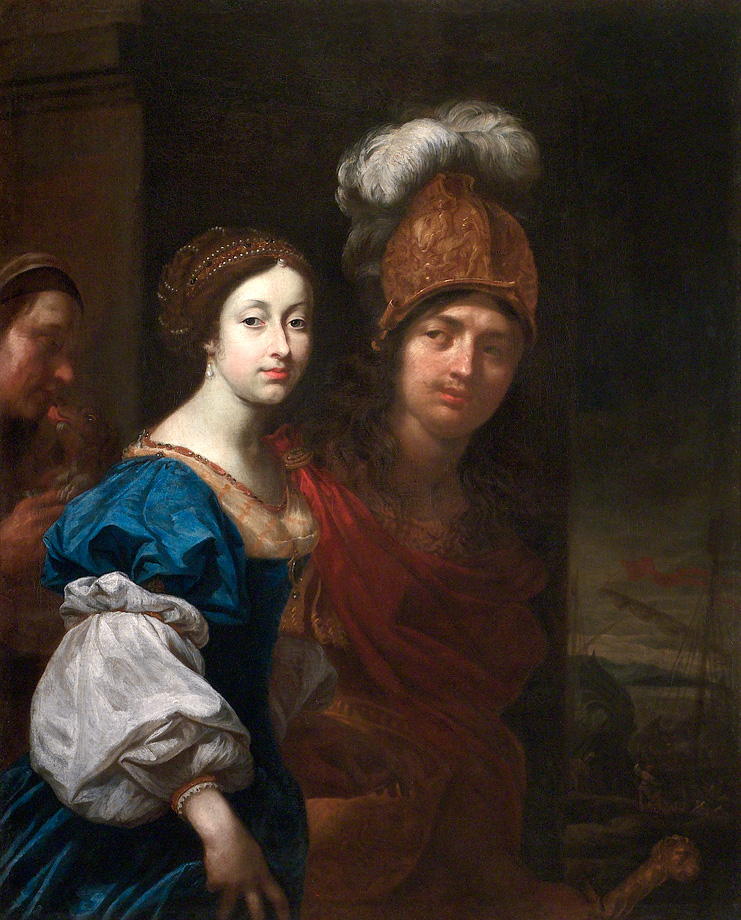
Paris și Elena
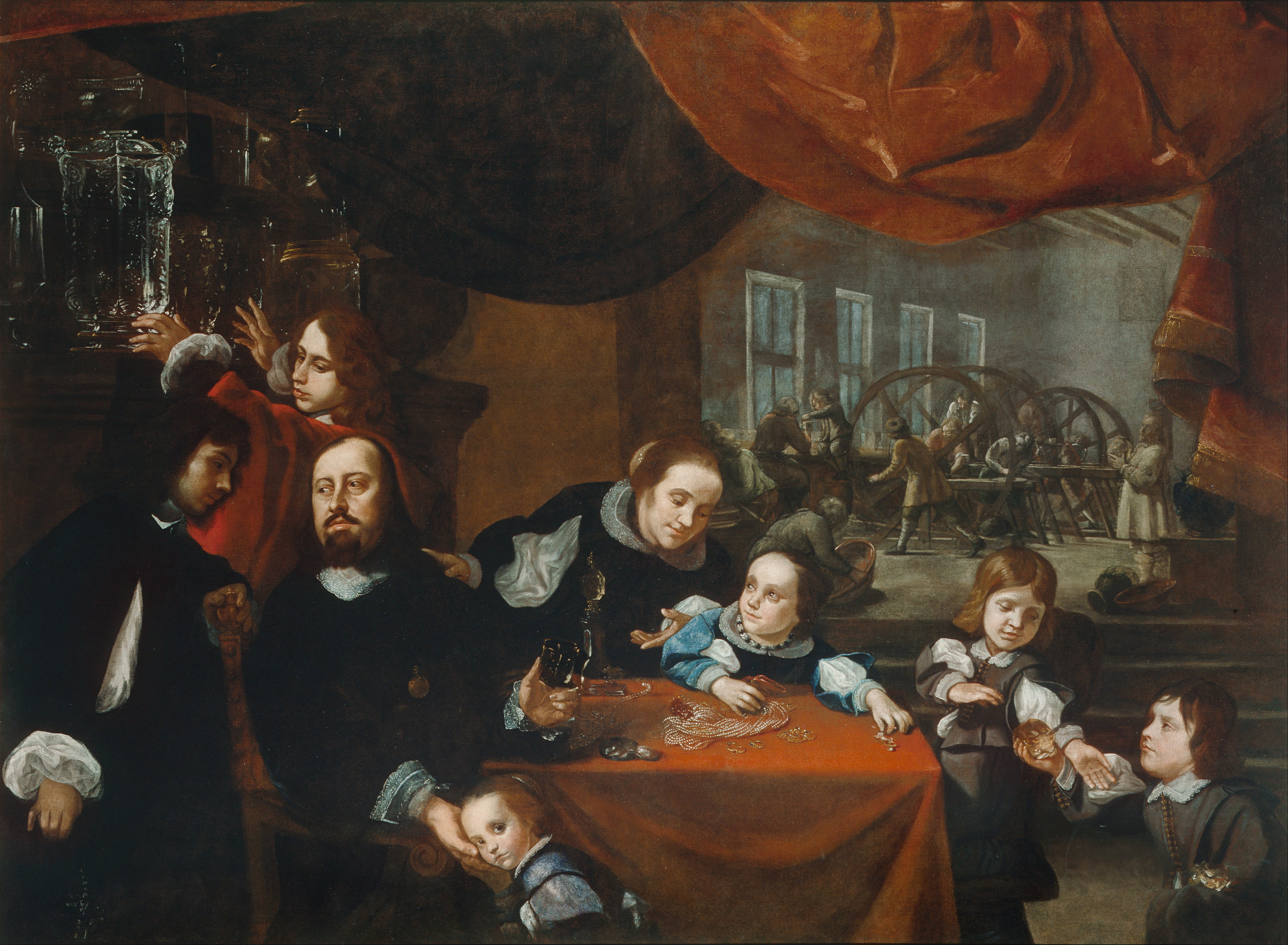
Portretul cioplitorului de piatră Dionysio Miseroni și al familiei sale
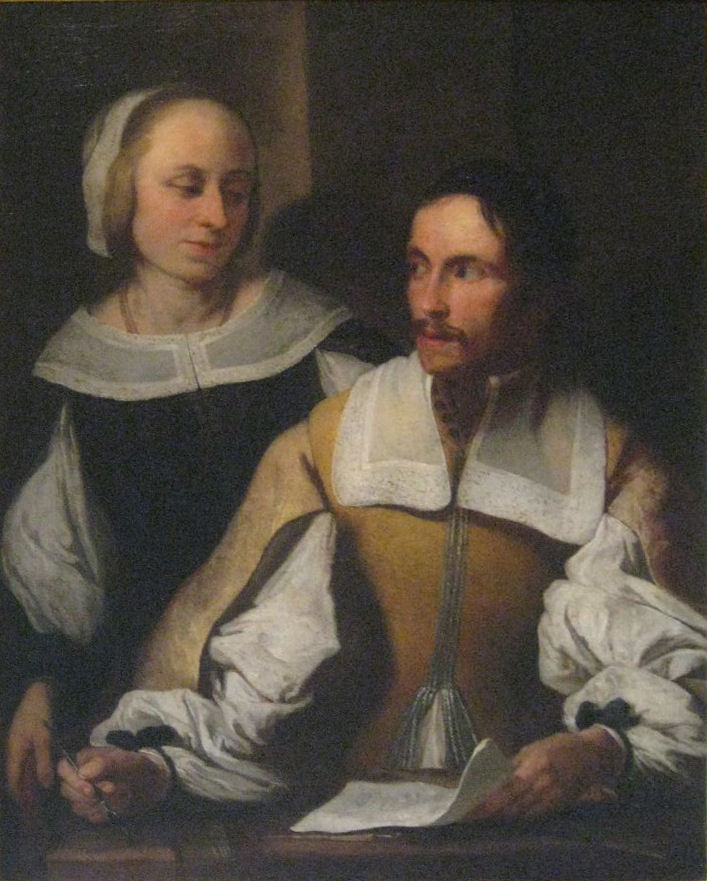
Matematicianul și soția sa (c. 1640)
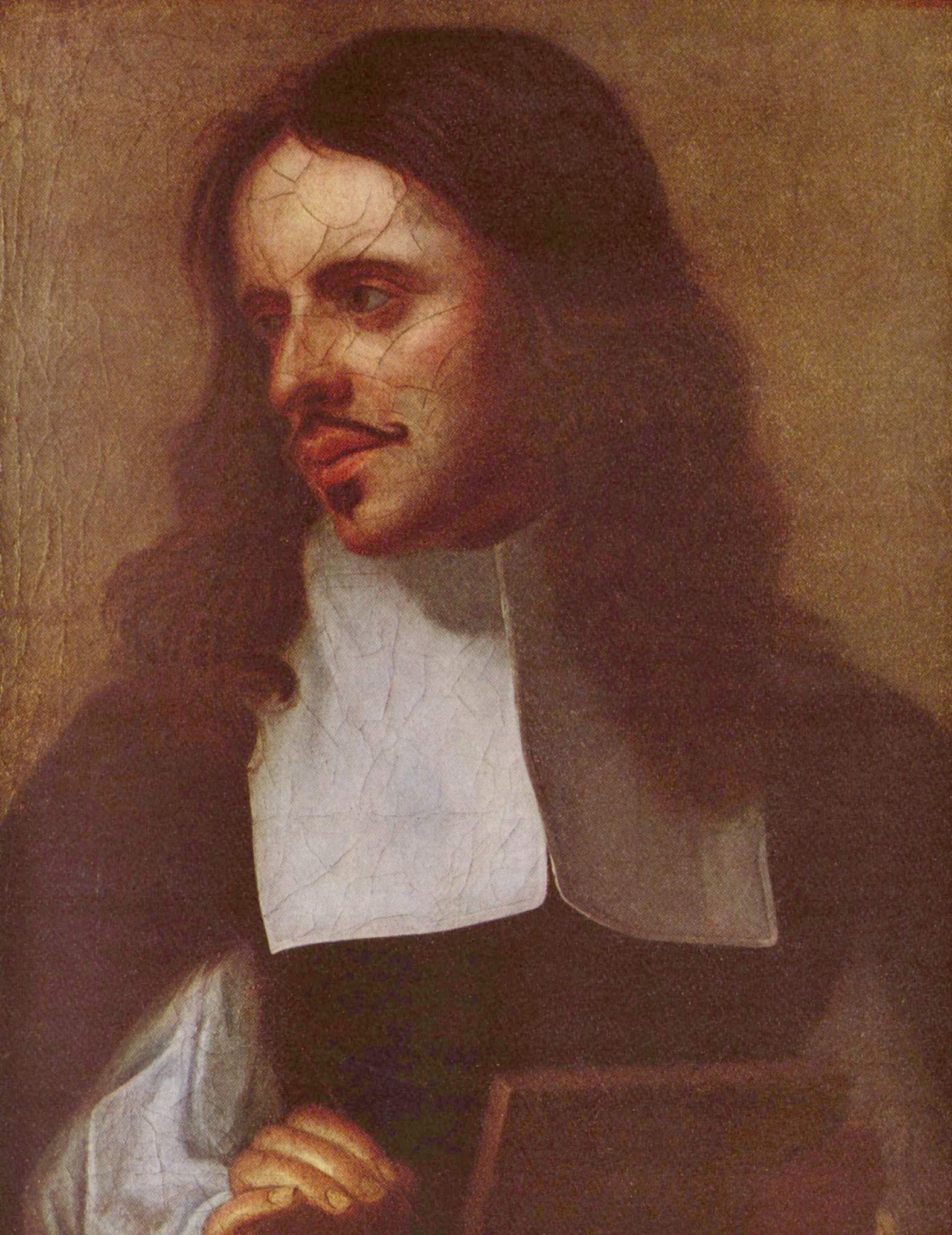
Portretul unui miniaturist (Joachim von Sandrart?)